# National Land Cover Database

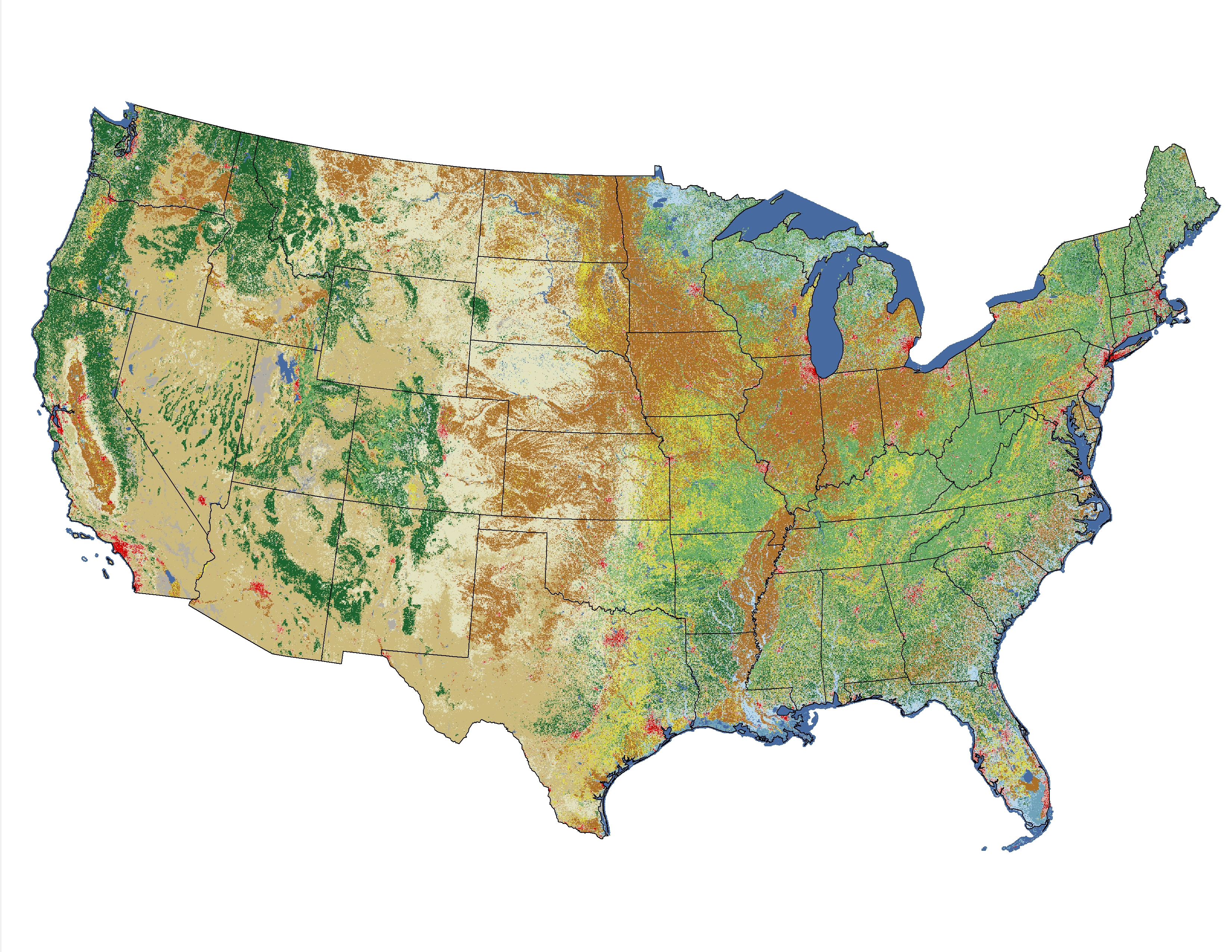
Karte der Landnutzung in den USA, 2011
Offenes Meer
Ewiges Eis
Siedlungsgebiet: Freiraum
Siedlungsgebiet niedriger Intensität
Siedlungsgebiet mittlerer Intensität
Siedlungsgebiet hoher Intensität
Ödland
Laubwald
Nadelwald
Mischwald
Gebüsch
Prärie
Ackerland
Moore & Sümpfe mit Bäumen
Moore & Sümpfe mit krautigem Bewuchs
Weideland

Die National Land Cover Database ist eine US-amerikanische Bodenbedeckungs-Datenbank, die vom aus mehreren Bundesbehörden bestehenden Multi-Resolution-Land-Characteristics-Konsortium herausgegeben wird. Die jüngste Fassung stammt aus dem Jahr 2011 (NLCD2011).
Die National Land Cover Database basiert auf Landsat-Satellitenaufnahmen und klassifiziert die Oberfläche in 16 verschiedene Landnutzungsformen.